# 玛达肋纳堂 (贝桑松)

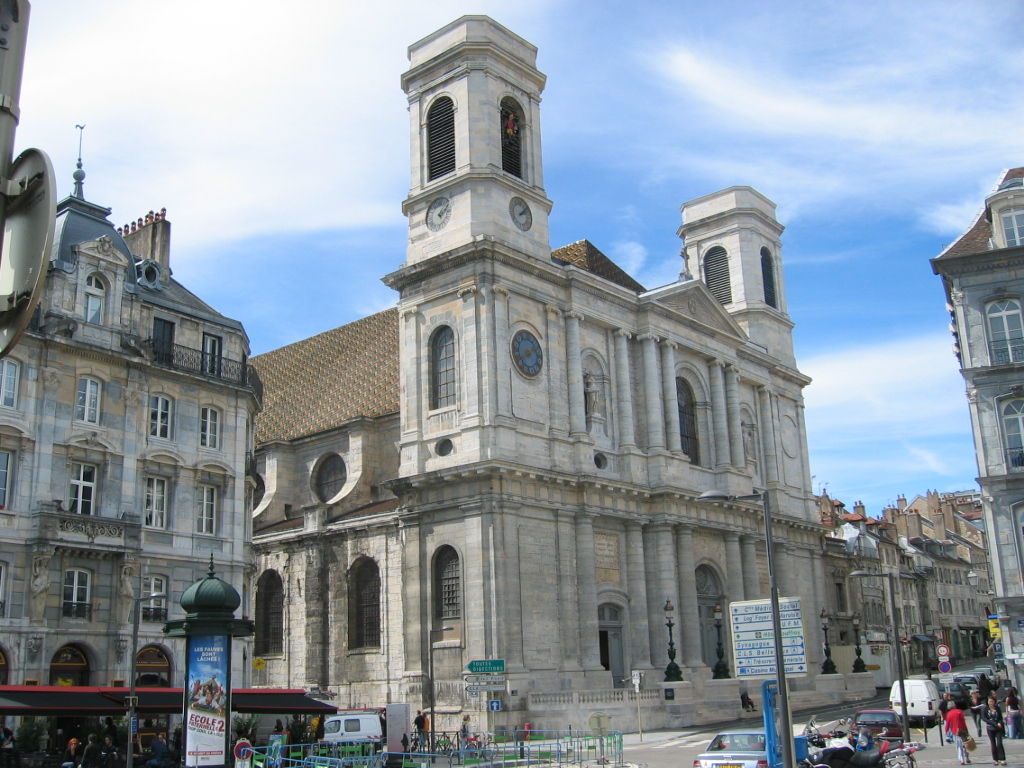

玛达肋纳堂（Église de la Madeleine）是一座罗马天主教教堂，18世纪新古典主义建筑，位于法国勃艮第-弗朗什-孔泰大区杜省省会贝桑松的巴唐区（Battant），供奉玛利亚玛达肋纳，由贝桑松总主教格拉蒙的安托万·皮埃尔二世（Antoine-Pierre II de Grammont）主持修建于1746-1766年，由建筑师尼古拉·尼科莱（Nicolas Nicole）设计。1930年列为法国历史遗迹。